# Theloderma khoii
Theloderma khoii hay Ếch rêu Khôi là một loài ếch cây cỡ lớn có màu xanh rêu, được tìm thấy tại các vùng rừng núi đá vôi ở khu vực Đông Bắc Việt Nam.

## Phân bố
Loài ếch rêu này là động vật đặc hữu tại Đông Bắc Việt Nam và tỉnh Vân Nam của Trung Quốc.

## Đặc điểm
Cá thể đực có chiều dài chóp mũi đến hậu môn là 52,1 mm, trong khi cá thể cái dài 59,4 mm. Trên cơ thể chúng có nhiều mụn màu xanh lá, xanh ô liu. Các đốm trên da có màu cánh sen.